# Anomastraea
Anomastraea is een geslacht van neteldieren uit de klasse van de Anthozoa (bloemdieren).

## Soort
- Anomastraea irregularis von Marenzeller, 1901